# Ole Forsberg
Bengt Ole Forsberg, född 17 juli 1954 i Grava församling, Karlstad, är en svensk skådespelare.

## Biografi
Forsberg utbildades vid Teaterhögskolan i Stockholm 1976–1979. Därefter anställdes han vid Helsingborgs stadsteater. Han har varit verksam vid flera teatrar runtom landet. Under 27 år tillhörde han den fasta ensemblen på Stockholms stadsteater, där han även var konstnärlig ledare för Klara Soppteater. 
Han tilldelades 2006 Gustaf Fröding-sällskapets hedersmedalj för Fröding och jag.
Han är gift med skådespelaren Kajsa Reingardt.

## Filmografi
| År   | Roll                       | Produktion                          | Regi                               |
| ---- | -------------------------- | ----------------------------------- | ---------------------------------- |
| 1983 | Anders                     | Torsten och Greta                   | TV-serie                           |
| 1983 | Den frigivne               | Från Mörkhult till Snällebo         | TV-film                            |
| 1985 | Redigerare                 | August Palms äventyr                | TV-serie                           |
| 1988 | Ekman, kriminalkommissarie | Kuriren                             | TV-serie                           |
| 1991 | Banktjänsteman             | Tre terminer                        | TV-serie                           |
| 1992 |                            | När tomten kom till Hans Pettersson | TV-film                            |
| 1994 | Man i flera skepnader      | Man kan alltid fiska                | Kortfilm                           |
| 1995 | Doktor Falk                | Anmäld försvunnen                   | TV-film                            |
| 1995 |                            | Du bestämmer                        | TV-serie                           |
| 1995 | Rådgivare                  | Zonen                               | TV-serie                           |
| 1995 | Harry Ståhl                | Vi skulle ju bli lyckliga...        | Kortfilm                           |
| 1996 | Juan                       | Rederiet                            | TV-serie 4 avsnitt                 |
| 1996 | Sverker                    | I nöd och lust...                   | TV-serie 1 avsnitt                 |
| 1997 | Tobaksförsäljaren          | Irma & Gerd                         | TV-serie 1 avsnitt                 |
| 1998 | Läkaren                    | Beck – Pensionat Pärlan             | TV-film                            |
| 1998 | Hans                       | S: t Mikael: Traumaenheten          | TV-serie 1 avsnitt                 |
| 1998 | Rikard Bergh               | Skilda världar                      | TV-serie avsnitt 3:69              |
| 2010 | Bertil Bohm                | Klara                               |                                    |
| 2013 |                            | Kommissarien och havet              | TV-film Avsnitt Känn ingen fruktan |
| 2015 |                            | Födelsedagspresenten                | Kortfilm                           |
| 2020 | Jaames                     | Pelle Svanslös                      | Röst                               |

## Teater

### Roller
| År   | Roll                     | Produktion                                                                          | Regi               | Teater                   |
| ---- | ------------------------ | ----------------------------------------------------------------------------------- | ------------------ | ------------------------ |
| 1979 | Medverkande              | Dr Semmelweis (Semmelweis) Jens Bjørneboe                                           | Kåre Santesson     | Stockholms stadsteater   |
| 1979 | Peter van Daan           | Anne Franks dagbok (The Diary of Anne Frank) Frances Goodrich och Albert Hackett    | Claes Sylwander    | Helsingborgs stadsteater |
| 1979 | Mendel                   | Spelman på taket (Fiddler on the Roof) Jerry Bock, Sheldon Harnick och Joseph Stein | Edith Roger        | Helsingborgs stadsteater |
| 1980 | Lundström                | I vackra drömmars land Lars Björkman                                                | Claes Sylwander    | Helsingborgs stadsteater |
| 1981 | Trofimov                 | Körsbärsträdgården (Вишнёвый сад, Visjnjovyj sad) Anton Tjechov                     | Gustaf Elander     | Helsingborgs stadsteater |
| 1981 | Camille                  | Leva loppan (La puce à l'oreille) Georges Feydeau                                   | Henning Moritzen   | Helsingborgs stadsteater |
| 1981 | Luigi Prästen            | Inget går upp mot mammas gräs (La marijuana della mamma è la più bella) Dario Fo    | Hans Polster       | Helsingborgs stadsteater |
| 1981 | William Davison Mortimer | Maria Stuart Friedrich Schiller                                                     | Lars Svenson       | Helsingborgs stadsteater |
| 1982 | Hitler                   | Svejk i andra världskriget (Schweyk im Zweiten Weltkrieg) Bertolt Brecht            | Hans Polster       | Helsingborgs stadsteater |
| 1986 |                          | Husets herre (Мещане, Mesjtjane) Maksim Gorkij                                      | Barbro Larsson     | Malmö Stadsteater        |
| 1987 |                          | Främlingarna Joakim Groth                                                           | Barbro Larsson     | Malmö Stadsteater        |
| 1988 |                          | Bröderna Lejonhjärta Astrid Lindgren                                                | Eva Sköld          | Malmö stadsteater        |
| 2010 | Leif                     | Anonyma singlar Katrin Sundberg                                                     | Katrin Sundberg    | Klara Soppteater         |
| 2012 | Albert Godby             | Kort möte (Brief Encounter) Noël Coward                                             | Colin Nutley       | Stockholms stadsteater   |
| 2020 | Medverkande              | Det stora teaterkalaset Calle Norlén                                                | Sissela Kyle       | Kulturhuset Stadsteatern |
| 2021 |                          | I ett fält av guld Jörgen Dahlqvist                                                 | Jörgen Dahlqvist   | Örebro Teater            |
| 2022 |                          | The last dream of William Shakespeare William Shakespeare                           | Nikita Milivojević | Örebro Teater            |
| 2023 | Trollkarlen från Oz      | Wicked Stephen Schwartz                                                             | Samuel Harjanne    | Göteborgsoperan          |